# Chiesa dei Santi Stefano e Lorenzo sul Colle
La chiesa dei Santi Stefano e Lorenzo sul Colle, conosciuta anche come sacrario militare di Bezzecca, è stata edificata nel XVI secolo sull'omonimo colle. Nel 1938-1939 è stata trasformata in sacrario militare.

## Storia
L'opera fu inaugurata il 27 agosto 1939 alla presenza del generale degli alpini Giuseppe Tarditi, uno dei protagonisti della prima guerra mondiale combattuta sulle alpi. Il sacrario è posto sotto l'Alto patronato del Ministero della Difesa.
La chiesa di Santo Stefano fu edificata nel 1521, restaurata nel 1895 dopo essere stata completamente distrutta il 21 luglio 1866 nel corso della battaglia di Bezzecca combattuta tra garibaldini e austriaci. Divenuta sacrario militare nel 1938 per opera di Giovanni Greppi, all'interno di essa si trovano i resti di sessantuno garibaldini che presero parte alla campagna d'indipendenza del 1866 con Giuseppe Garibaldi e caddero in combattimento in questa località contro gli austriaci.
Per questi garibaldini, sessanta dei quali sono ignoti, è stata posta una lapide che porta l'iscrizione: 21 luglio 1866 Battaglia di Bezzecca. Qui è custodita la salma del caporale dei garibaldini Alessandro Pinelli da Pisa studente universitario insieme ai sacri resti di sessanta suoi compagni ignoti  e un cippo recante le parole: Ai morti, combattendo per la patria volontari italiani  - 21 luglio 1866.
Nella chiesa si trovano anche trentasette caduti della guerra 1915-1918, sepolti in precedenza nei vicini cimiteri di guerra, una Via Crucis e un Monumento al Fante Caduto, opera dello scultore Giannino Castiglioni.
Sul colle è stata posta una colonna con la scritta Obbedisco; in questo luogo restano inoltre anche i segni di gallerie, postazioni e camminamenti realizzati nella guerra 1915-1918.